# Meta art
Meta art či meta-art je umělecký směr, založený na teoretickém předpokladu, že jakékoli dílo lze prostřednictvím matematických operací transkribovat, resp. převést z kteréhokoli druhu umění do jiného (z řeckého μετά = mimo, za, po - v tomto případě lze velmi volně přeložit jako „totéž umění jinde“).
Otcem tohoto směru a také jeho nejvýznamnějším představitelem je řecký hudební skladatel a architekt Iannis Xenakis (1922 - 2001).

## Historie vzniku
V roce 1954 zkomponoval Iannis Xenakis skladbu s názvem „Metastasis“ pro smyčce a arteficielní zvukové struktury. Stalo se tak během jeho působení coby architekta v pařížském Le Corbusierově ateliéru. Nedlouho poté byl pověřen prací na designu pavilonu firmy Phillips, plánovaného pro světovou výstavu v Bruselu (1958). Dílo Xenakise-skladatele inspirovalo Xenakise-architekta, aby prostřednictvím matematických výpočtů a operací vytvořil paralelu jeho struktury, aplikovanou do představy o tvaru a dalších atributech stavby, včetně použitého materiálu a vybavení pavilonu. Tím byly položeny základy konceptu teorie meta-art, spočívajícího v předpokladu, že každá umělecká výpověď může být realizována prostřednictvím matematické transkripce v kterémkoli jiném druhu umění (v tomto případě se tak stalo ve směru architektura-hudba). Zajímavou skutečností, která se váže ke společné historii vzniku skladby i stavby, je fakt, že v pavilonu měla premiéru skladba Poème Électronique Edgarda Varèse, kterého lze považovat za přímého předchůdce a významného inspirátora Xenakisova způsobu tvorby, i když nikoli v přímé návaznosti na meta-art.

## Aplikace
Jsou známy aplikace konkrétních matematicko-fyzikálních teorií v některých Xenakisových skladbách. Např. v kompozici Pithoprakta užil model Maxwell-Boltzmannovy kinetické teorie, geometrickou teorii náhodné distribuce bodů plochy ve skladbě Diamorphoses, Gaussovu křivku v Atrèes, Markovovy řetězce v Analogiques, Neumannovu teorii hry v kompozicích Duel a Stratégie, teorii grup v Nomos Alpha, Booleovy abstraktní algebraické struktury ve skladbách Herma a Eonta, Brownův pohyb částic ve skladbě N'Shima, atd.

## Relativizace meta-art
Nutno poznamenat, že Xenakisův způsob tvorby byl pouze zpočátku důsledný, v dalších jeho pracích však není jen rigidní a mechanickou aplikací meta-art, teoretický předpoklad zde působí spíše jako princip, nikoli coby obecná poučka či matematický vzorec pro všechny formální umělcovy úkony i charakteristiky díla. Sám skladatel si byl vědom úskalí své teorie, považoval jí za relativní a také proto v mnoha rozhovorech a článcích varoval před zjednodušujícími pohledy, se kterými se často setkával, upozorňuje přitom na nutnost vidět umělecké dílo obecně jako mnohotvárný celek, nikoli jako nově vytvořené klišé či šablonu. Byl si vědom odlišnosti jednotlivých druhů umění a jejich v jiné sféře nenapodobitelných vyjadřovacích schopností a možností výrazu.

## Vliv meta-art
Xenakisovo meta-art ovlivnilo celou řadu umělců, nikoli však jako takové, ale coby inspirace k příbuzným teoretickým předpokladům a metodám práce. Nepochybně se podílelo na rozkvětu avantgardy přelomu padesátých a šedesátých let, tedy doby, vyznačující se vznikem celé řady umělecky interaktivních projektů. Příkladem příbuzného způsobu práce u nás je cyklus skladeb skladatele Vladimíra Hirsche Sense Geometry, aplikující pomocí logiky základních atributů (intervaly, rytmus, instrumentace, atd.) principy tzv. teorie chaosu, resp. fraktální geometrie (1998).

## Nejvýznamnější dílo
- Iannis Xenakis: Metastasis (Metastaseis B'), 1953 - 1954, kompozice pro orchestr s 61 instrumentalisty, rozmístěnými mezi masou posluchačů